# Eupithecia lobbichlerata
Eupithecia lobbichlerata es una especie de polilla de la familia Geometridae. La especie fue descrita por primera vez por Eduard Schütze, habiendo sido descrita en 1961, con distribución en Nepal. El holotipo de la especie fue descrita en el sector Sabzi-Chu, a poca distancia de Manang, a unos 3500 metros (11 482,9 pies) de altitud.

## Descripción
Es una polilla pequeña con una envergadura de unos 20 milímetros (0,8 plg) y de color marrón cineroso. El ala anterior se ve con la mitad basal más marrón y delimitada por una línea medial oblicua; la mitad exterior está cruzada por varias líneas marrones oblicuas difusas usualmente con pequeños puntos negros a nivel de las venas. El punto discal es negro, levemente ovoide. El ala posterior blanquecino oscurecida a nivel del borde anal. Tiene gran parecido con otra especie de la región, la Eupithecia albispumata, del que se distingue por su morfología genital.